# شواهره القصير (ولد ربيع)

تعديل مصدري - تعديل

شواهره القصير هي إحدى قرى عزلة قيفه ال مهدي بمديرية ولد ربيع التابعة لمحافظة البيضاء، بلغ تعداد سكانها 344 نسمة حسب تعداد اليمن لعام 2004.